# Bosporský most
Most mučedníků 15. července (turecky 15 Temmuz Şehitler Köprüsü), do roku 2016 nazývaný Bosporský most nebo První Bosporský most (turecky Boğaziçi Köprüsü, též 1. Boğaziçi Köprüsü) je visutý most v Istanbulu, spojující oba břehy města na Bosporské úžině. Je dlouhý 1 560 metrů a široký 33,4 metrů. Vzdálenost mezi dvěma pilíři je 1 074 metrů. Mezi hladinou a mostem je 64 metrů. Při dokončení v roce 1973 byl 4. nejdelším visutým mostem na světě. V roce 2013 je na 21. místě.

## Historie
Myšlenka výstavby mostu před Bosporskou úžinu se objevovala už ve starověku. Podle Hérodota perský král Dareios I. nechal dočasně postavit most z lodí, přes který přešlo údajně 700 000 mužů jeho armády. První projekt pro stálý most byl zpracován v roce 1900 za sultána Abdulhamida II., kdy se počítalo s výstavbou železničního mostu. O výstavbě současného mostu bylo rozhodnuto v roce 1957. Roku 1968 byla podepsána smlouva na inženýrské práce s britskou firmou Freeman Fox & Partners. Most navrhli britští inženýři Gilbert Roberts a William Brown, kteří postavili i několik velkých mostů ve Spojeném království, v Aucklandu na Novém Zélandu nebo v Ghaně. Výstavba byla slavnostně zahájena 20. února 1970 za účasti prezidenta Cevdeta Sunayho a premiéra Süleymana Demirela. Na projektu pracovalo 35 inženýrů a 400 dělníků. Stavba byla dokončena 30. října 1973, v den 50. výročí založení Turecké republiky. Slavnostního otevření se zúčastnil prezident Fahri Korutürk a premiér Naim Talu. Celkové náklady na stavbu byly 21,7 milionů dolarů. Do roku 1978 byl most otevřen i pro chodce. V dubnu 2007 zhotovila nizozemská firma Philips pro most osvětlení pomocí technologie LED, takže most může být od té doby osvětlen různými barvami a různými styly.

## Poloha mostu a mýtné
Most je umístěn mezi městskými částmi Ortaköy na evropské straně a Beylerbey na asijské straně. Má 6 silničních pruhů, k tomu 2 nouzové, a 2 chodníky. Ve všední den se ráno používají čtyři ze šesti pruhů pro cestu z východu na západ, večer je to naopak. Mýto se platí pouze na evropské straně. Později byl zaveden elektronický platební systém. V roce 2006 stál průjezd tři turecké liry nebo dva US-dolary. Denně přes most projede až 180 000 vozidel.
Od roku 1979 se každoročně některou říjnovou neděli most uzavře pro automobilovou dopravu a koná se zde Istanbulský maraton. Lidé tak mají možnost si prohlédnout most a z něj mít pohled na město. V letech 1978-1986 byl most vyobrazen na rubu bankovky v hodnotě 1 000 tureckých lir.

## Fotogalerie

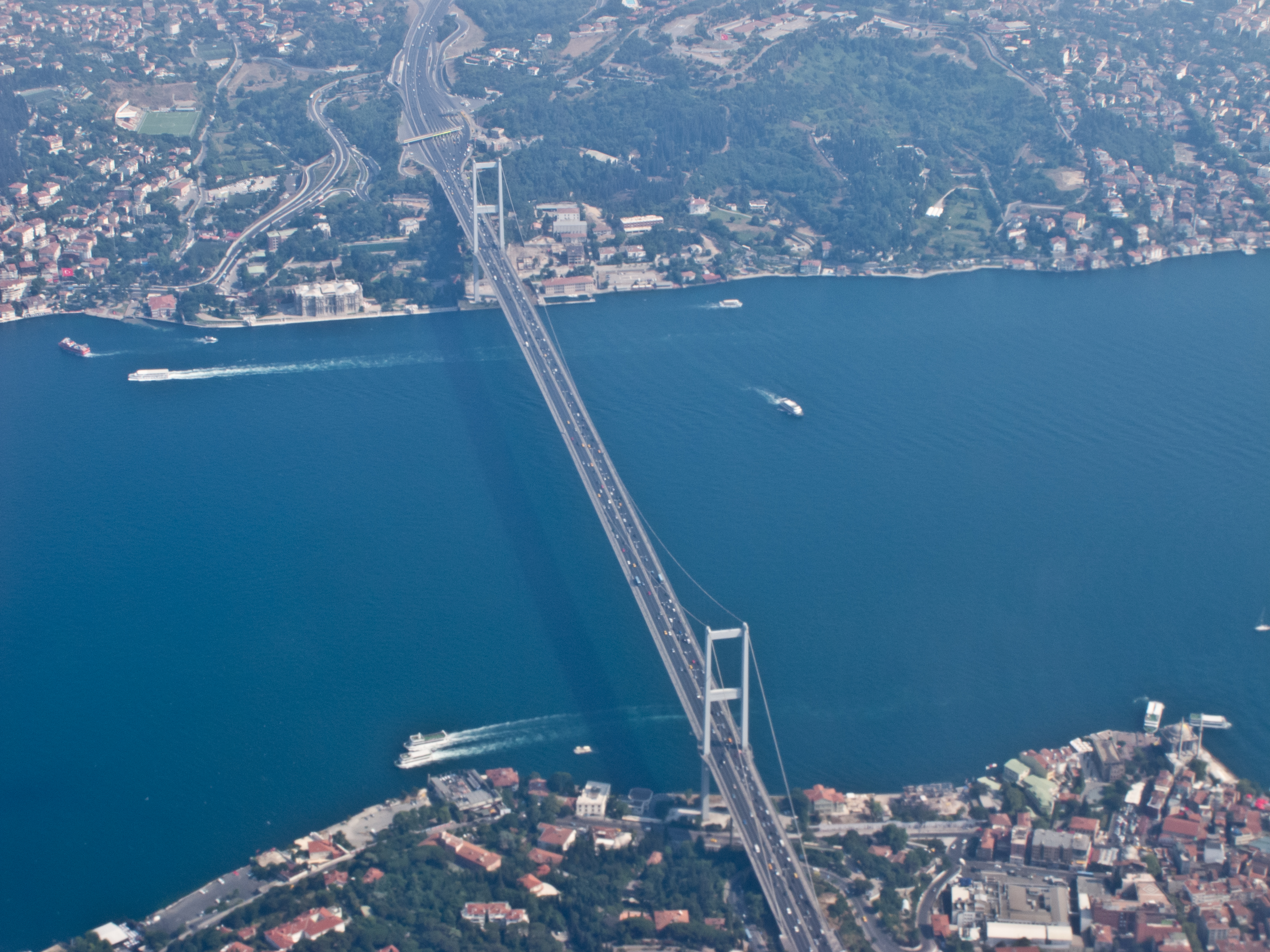
Letecký pohled
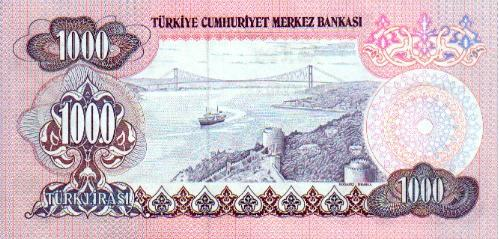
Most na bankovce
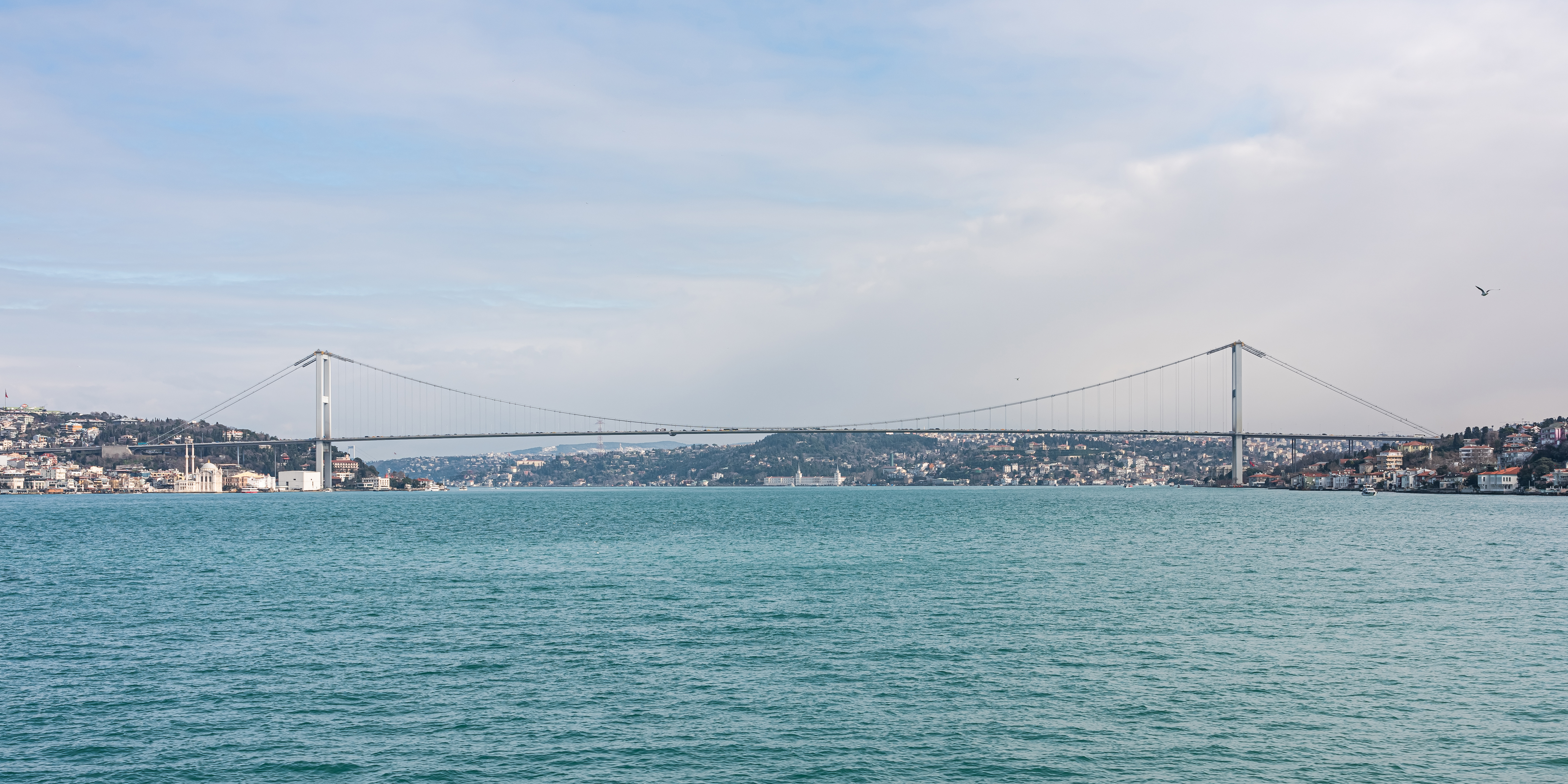